# Imagination (sång)
Imagination är titeln på en sång inom populärmusiken.
Musiken är skriven av Jimmy Van Heusen, texten är skriven av Johnny Burke. Sången var publicerad 1940.
Sången har spelats in av flera artister, bland annat:
- Jimmy Dorsey
- Ella Fitzgerald
- Frank Sinatra
- Lionel Hampton
- Jo Stafford
- Glenn Miller Orchestra
- Shirley Bassey
- Joe Williams
- Doris Day
- Harry Connick Jr.
- Sonny Stitt
- Chet Baker